# 麒麟抄
『麒麟抄』（きりんしょう）は、南北朝時代頃に著された書論書。

## 概要
全八巻から構成されており、書法や書論の秘伝が集約されている。著者は不明で平安時代の書道家である藤原行成や空海が著したという説が有力視されていたため日本における現存最古の書論書とも言われていたが、近年の研究では否定されている。